# 낙성대경제연구소
낙성대경제연구소(落星臺經濟硏究所)는 한국의 경제사에 대해 주로 다루는 대한민국의 연구소이다.